# Colubrina decipiens
Colubrina decipiens är en brakvedsväxtart som först beskrevs av Henri Ernest Baillon, och fick sitt nu gällande namn av René Paul Raymond Capuron. Colubrina decipiens ingår i släktet Colubrina och familjen brakvedsväxter. Inga underarter finns listade i Catalogue of Life.